# 陳赫 (清朝)
陈赫（1761年—？），字家心，号二赤，吴江（今属苏州）人，清代文人。

## 生平
陈宿文子。诸生，肄业于禊湖书院。负高才，好远游，工诗。著有《小琼海诗集》。